# Języki Moluków

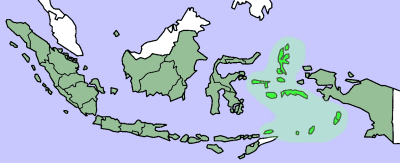
Wyspy Moluki na mapie Indonezji (prowincje Moluki i Moluki Północne)

Języki Moluków – silnie zróżnicowane języki używane w archipelagu Moluków we wschodniej Indonezji. Szacuje się, że w tym regionie geopolitycznym występuje ok. 130 języków. Należą do najsłabiej poznanych i najbardziej zagrożonych języków zarówno na poziomie kraju, jak i w całym regionie austronezyjskim. Zwykle posługują się nimi niezbyt liczne społeczności. Niektóre z nich są używane przez ludność molukańską w Holandii.
Większość z nich należy do rodziny austronezyjskiej, obejmującej dużą część autochtonicznych języków wysp Oceanii i Azji Południowo-Wschodniej, a konkretniej do postulowanej grupy centralno-wschodniej w obrębie podrodziny malajsko-polinezyjskiej. W ramach tejże rodziny dominują języki z gałęzi centralnej (które występują na centralnych i południowych Molukach, w tym na wyspach Aru i w archipelagu Sula). W północnej części Moluków funkcjonuje szereg języków z grupy języków płd.-halmahersko-zachodnionowogwinejskich (reprezentujących z kolei gałąź wschodnią), a także kilkanaście języków północnohalmaherskich (nieaustronezyjskich, zakwalifikowanych do rodziny zachodniopapuaskiej). Na wyspie Halmahera dominują języki papuaskie, przy czym na południu wyspy są używane języki austronezyjskie (południowohalmaherskie).
Na Molukach występują także języki austronezyjskie związane z innymi zakątkami Archipelagu Malajskiego, konwencjonalnie klasyfikowane w ramach gałęzi zachodniej języków malajsko-polinezyjskich. Należy do nich chociażby znacznie odrębny malajski wyspy Bacan (reprezentant języków malajskich), który wywodzi się z Borneo. W nowszej propozycji język taliabu z wysp Sula został włączony do grupy celebeskiej języków austronezyjskich. Z kolei językiem sangir (klasyfikowanym w ramach języków filipińskich) posługują się liczni migranci z wysp Sangir (Celebes Północny), zamieszkujący m.in. Halmaherę. Języki ludności Buton i Bajau w północnej części Moluków są używane przez społeczności rozsiane wzdłuż północnych wybrzeży wysp Sula oraz na wyspach Bacan, Kayoa i Obi. Społeczności zwane Buton zamieszkują też Moluki centralne (w tym Ambon, Buru i Seram). Nieaustronezyjski język oirata, występujący na wyspie Kisar (na południowo-zachodnim krańcu regionu, administracyjnie część prowincji Moluki), jest zaliczany do języków timor-alor-pantar (został przyniesiony przez migrantów z Timoru Wschodniego).
Austronezyjskie języki Moluków wykazują wpływy papuaskiego substratu językowego, co uwidacznia się w ich typologii. Przypuszcza się, że niegdyś znaczna część regionu była zamieszkiwana przez grupy pochodzenia papuaskiego, które wymieszały się z przybyłą później ludnością austronezyjską . Jednocześnie obecność pożyczek filipińskich w dzisiejszych językach północnej Halmahery sugeruje, że Halmahera była wcześniej zasiedlona przez użytkowników któregoś z języków filipińskich – lub doszło do napływu takiej ludności przed rozpadem wspólnego przodka rodziny. Dla austronezyjskich języków Moluków są charakterystyczne pewne cechy nieaustronezyjskie: szyk konstrukcji dzierżawczych possessor-possessum (określnik dzierżawczy przed elementem określanym), formy przeczenia zajmujące pozycję finalną w zdaniu składowym, podział na dzierżawczość zbywalną i niezbywalną; z kolei w okolicznych językach papuaskich spotyka się cechy typowo austronezyjskie: rozróżnienie inclusivus-exclusivus oraz podstawowy szyk zdania SVO.
Językami Moluków posługują się zwykle niewielkie społeczności, liczące średnio od kilkuset do tysiąca osób i zamieszkujące obszar kilku wsi; niemniej niektórych z nich używa 20–30 tys. osób. Do języków miejscowych o największej liczbie użytkowników należą: galela, kei, buru, fordata, geser-gorom, ternate, tidore, tobelo, yamdena. Powszechna jest wielojęzyczność; różne typy interakcji są obsługiwane przez język indonezyjski, regionalne odmiany malajskiego oraz języki lokalne. Języki lokalnych społeczności współistnieją z językami wehikularnymi (lingua franca), takimi jak malajski amboński i malajski Moluków Północnych (malajski wyspy Ternate). Języki malajskie nie mają w tym regionie charakteru autochtonicznego (ich obecność wynika z historycznych kontaktów handlowych). Częściowo zostały jednak przyjęte jako języki ojczyste, m.in. w rejonie wyspy Ambon, w miastach południowych Moluków oraz w mieście Ternate. Bliżej niespokrewnionym malajskim wyspy Bacan (językiem bacan) posługuje się niewielka społeczność Bacan, która miała przybyć z Borneo wiele stuleci temu, zachowując swój rodzimy język. Język gorap, również pochodzenia malajskiego, to język niewielkiej grupy etnicznej zamieszkującej Halmaherę, o znaczeniu ściśle lokalnym. Historycznie na wyspie Ternate funkcjonował język kreolski na bazie portugalskiego, zwany „ternateño”.
Znaczna część języków Moluków znajduje się na skraju wymarcia, a sam region (zwłaszcza Moluki centralne) jest najbardziej zagrożonym regionem Indonezji, jeśli chodzi o zanik bogactwa językowego. Rozwój systematycznych badań lingwistycznych na Molukach przypadł na początek XX wieku. Dokładnej dokumentacji lingwistycznej poddano tylko nieliczne z języków lokalnych. Do najlepiej opisanych z nich należą: alune, taba (makian wschodni), tidore, leti.